# Lista de unidades federativas do Brasil por malha rodoviária em pista dupla

Sistema rodoviário brasileiro, com as rodovias duplicadas destacadas

Esta é uma lista de unidades federativas do Brasil por malha rodoviária em pista dupla, que é a extensão da malha rodoviária pavimentada total em pista dupla no ano de 2015 de acordo com o Anuário CNT do Transporte 2016.

## Classificação

### Classificação por unidade federativa
| Posição | Unidade federativa  | Região geográfica | Pista dupla (km) | Data |
| ------- | ------------------- | ----------------- | ---------------- | ---- |
| 1       | São Paulo           | Sudeste           | 6 346,3          | 2021 |
| 2       | Minas Gerais        | Sudeste           | 2 505,8          | 2020 |
| 3       | Paraná              | Sul               | 1 475,45         | 2021 |
| 4       | Goiás               | Centro-Oeste      | 1 149,1          | 2016 |
| 5       | Rio de Janeiro      | Sudeste           | 777,4            | 2016 |
| 6       | Rio Grande do Sul   | Sul               | 638,7            | 2022 |
| 7       | Santa Catarina      | Sul               | 556,1            | 2019 |
| 8       | Pernambuco          | Nordeste          | 462,8            | 2016 |
| 9       | Distrito Federal    | Centro-Oeste      | 353,5            | 2016 |
| 10      | Mato Grosso         | Centro-Oeste      | 330,0            | 2022 |
| 11      | Paraíba             | Nordeste          | 280,8            | 2016 |
| 12      | Ceará               | Nordeste          | 230,3            | 2016 |
| 13      | Sergipe             | Nordeste          | 187,0            | 2016 |
| 14      | Bahia               | Nordeste          | 176,3            | 2016 |
| 15      | Rio Grande do Norte | Nordeste          | 152,1            | 2016 |
| 16      | Espírito Santo      | Sudeste           | 132,2            | 2016 |
| 17      | Mato Grosso do Sul  | Centro-Oeste      | 124,9            | 2016 |
| 18      | Alagoas             | Nordeste          | 98,9             | 2016 |
| 19      | Maranhão            | Nordeste          | 82,5             | 2016 |
| 20      | Pará                | Norte             | 70,6             | 2016 |
| 21      | Tocantins           | Norte             | 61,1             | 2016 |
| 22      | Rondônia            | Norte             | 50,4             | 2016 |
| 23      | Piauí               | Nordeste          | 48,5             | 2016 |
| 24      | Acre                | Norte             | 37,9             | 2016 |
| 25      | Roraima             | Norte             | 17,2             | 2016 |
| 26      | Amazonas            | Norte             | 2,8              | 2016 |
| 27      | Amapá               | Norte             | -                | 2016 |

### Classificação por região
| Posição | Região geográfica | Pista dupla (km) |
| ------- | ----------------- | ---------------- |
| 1       | Sudeste           | 5.217,1          |
| 2       | Sul               | 2.113,0          |
| 3       | Centro-Oeste      | 1.775,3          |
| 4       | Nordeste          | 1.719,2          |
| 5       | Norte             | 240,0            |